# موكب يوم نصر موسكو 2010

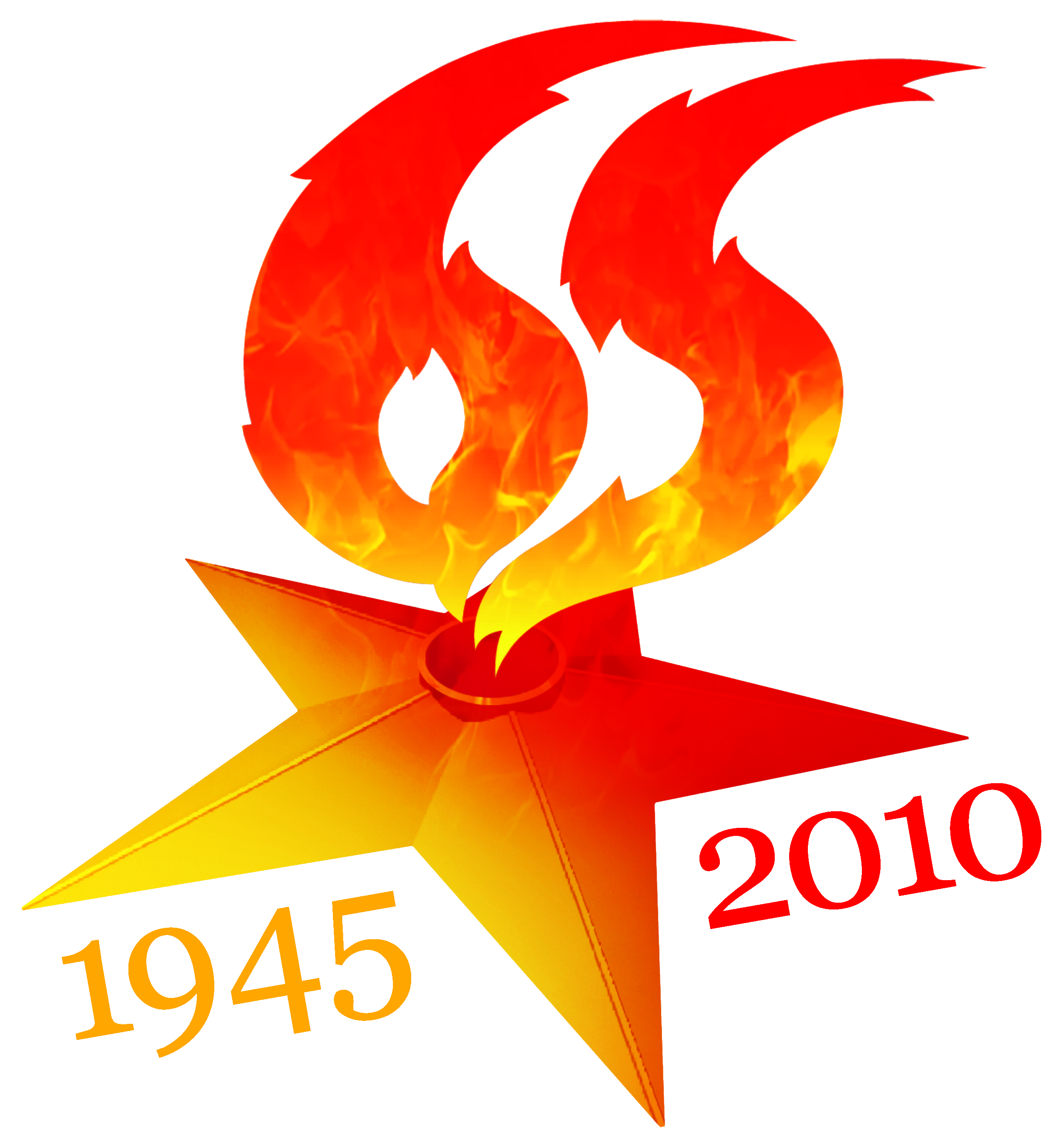
شارة مرور موكب عيد النصر الخامس والستين

موكب يوم النصر في موسكو 2010 هو احتفال روسي نظم بالعاصمة الروسية موسكو يوم 9 مايو 2010 إحياء للذكرى الخامسة والستين لاستسلام ألمانيا النازية في عام 1945. يمثل الموكب انتصار الاتحاد السوفيتي في الحرب الوطنية العظمى. أكبر موكب نصر عقد في موسكو، روسيا منذ تفكك الاتحاد السوفيتي كان في عام 1991، وشهد مشاركة 11,135 جندي، و127 طائرة ومروحية. شهد ولأول مرة موكب النصر لعام 2010، مشاركة حاملة الصواريخ الباليستية العابرة للقارات، ومشاركة وحدات عسكرية من الدول التي كانت من المتحالفين مع الاتحاد السوفيتي انذاك خلال الحرب العالمية الثانية، وحضر ممثلين من فرنسا، بولندا، المملكة المتحدة، الولايات المتحدة وأعضاء في اتحاد الدول المستقلة.

## المعرض

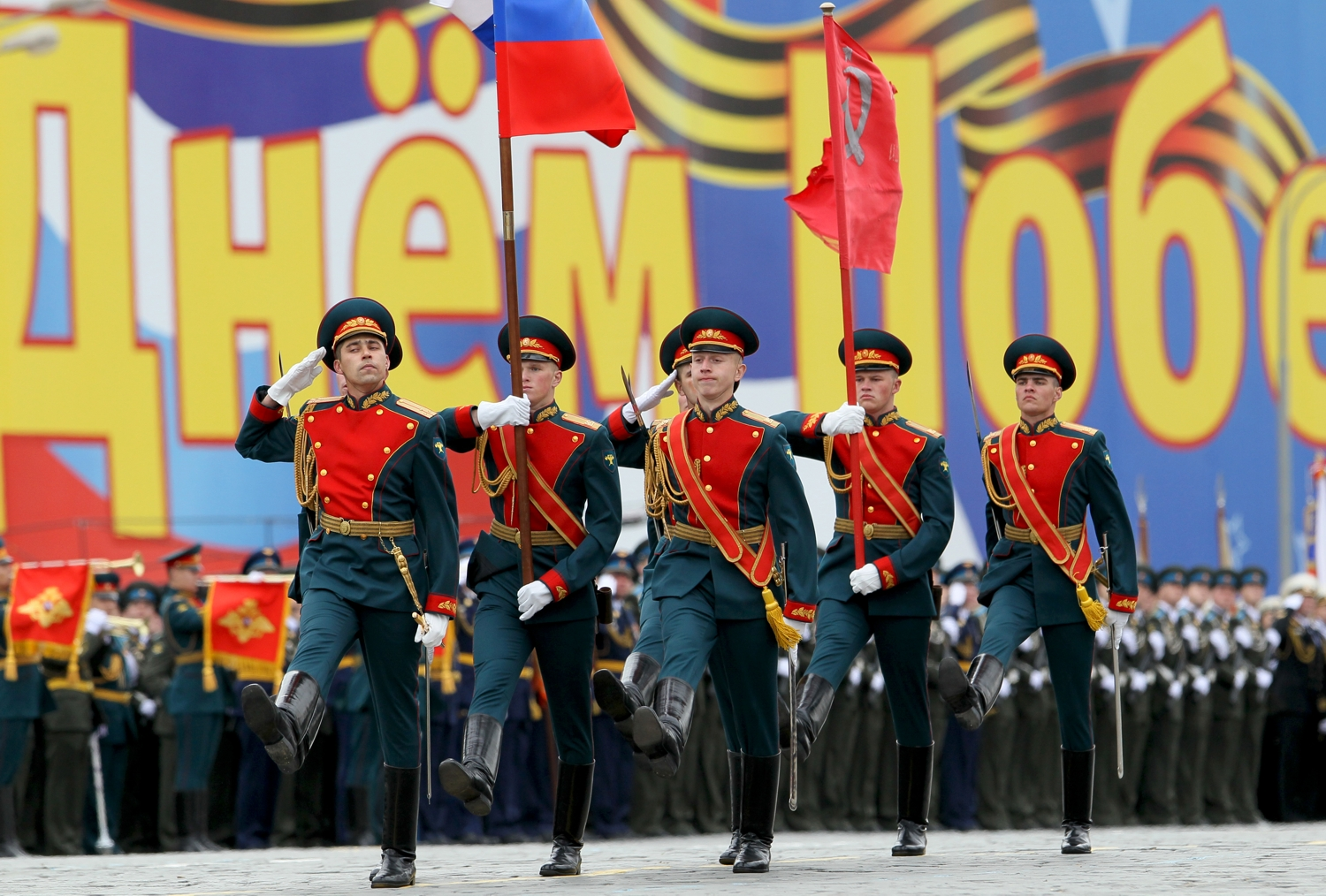
Honour guard marching with the علم روسيا and the راية النصر
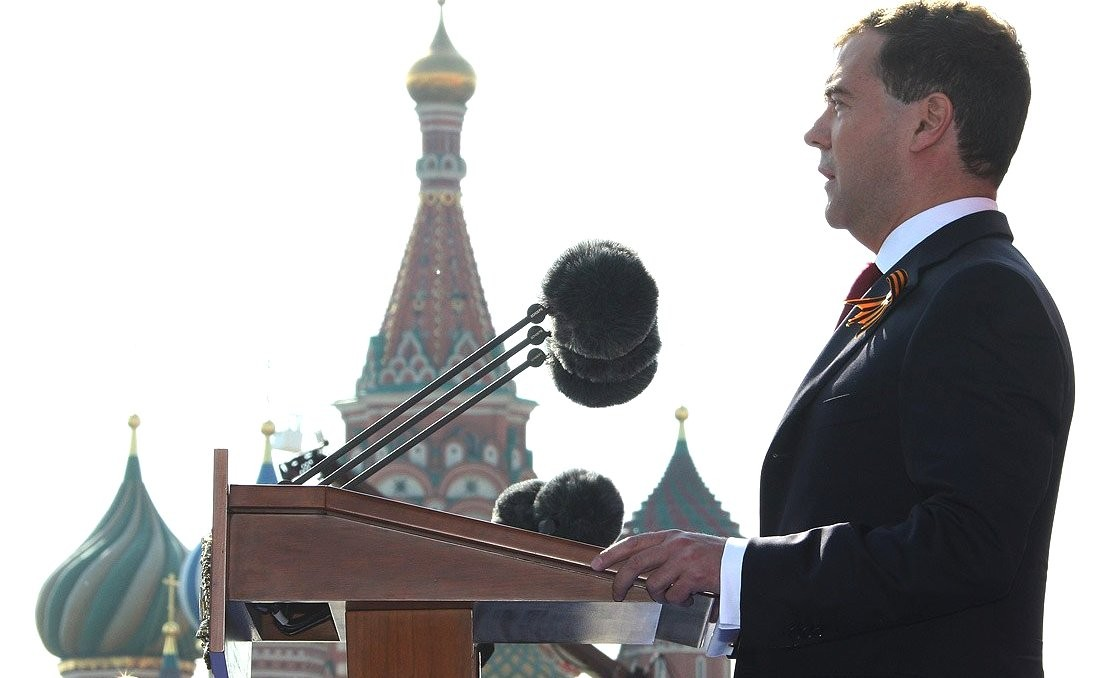
منصب رئيس روسيا دميتري ميدفيديف making a speech
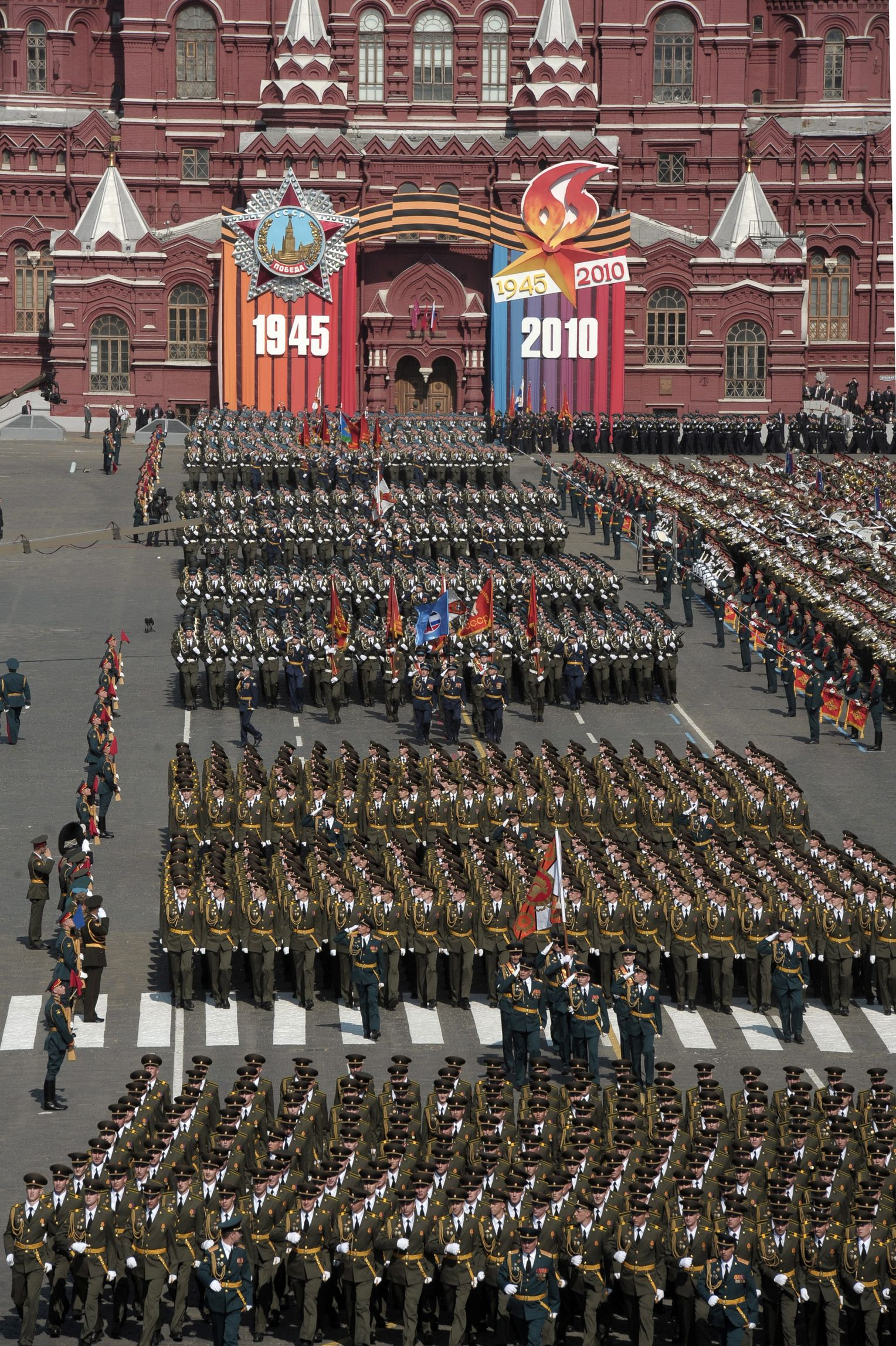
Overview of troops taking part in the parade
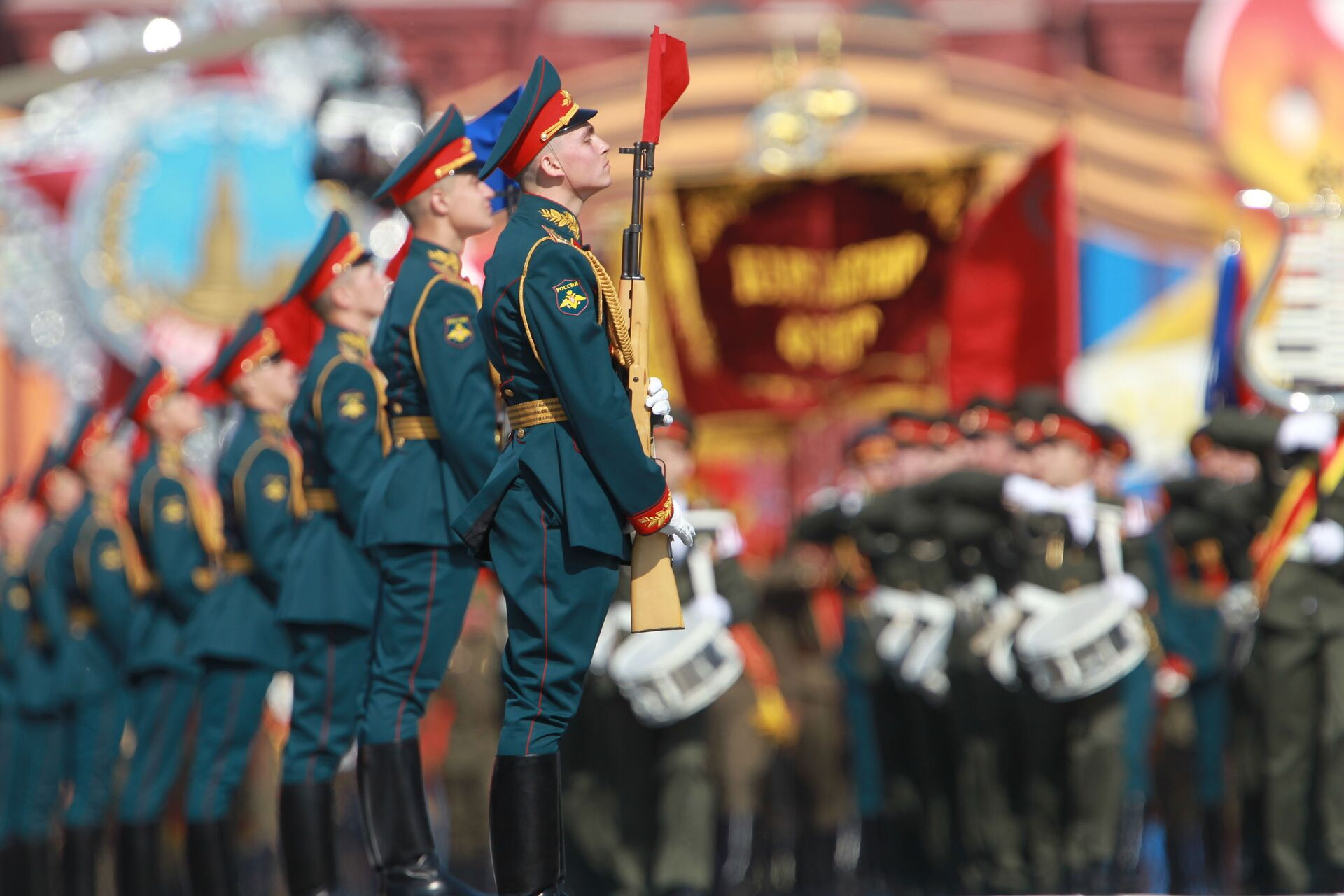
Soldiers of the القوات المسلحة للاتحاد الروسي
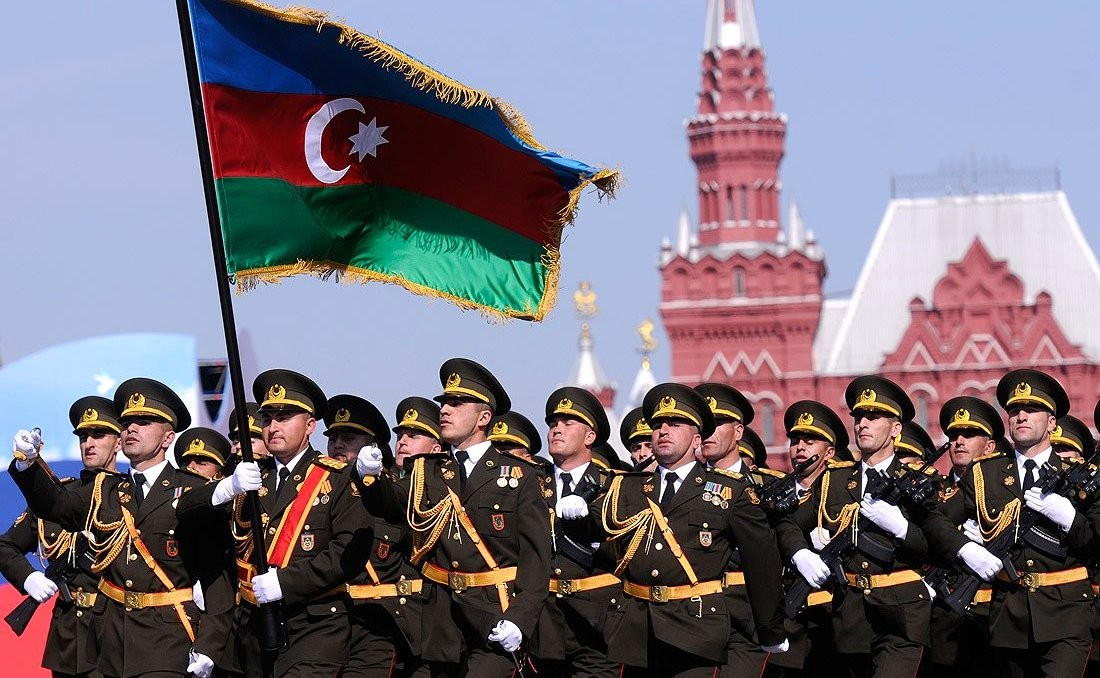
Contingent from the Azerbaijani military
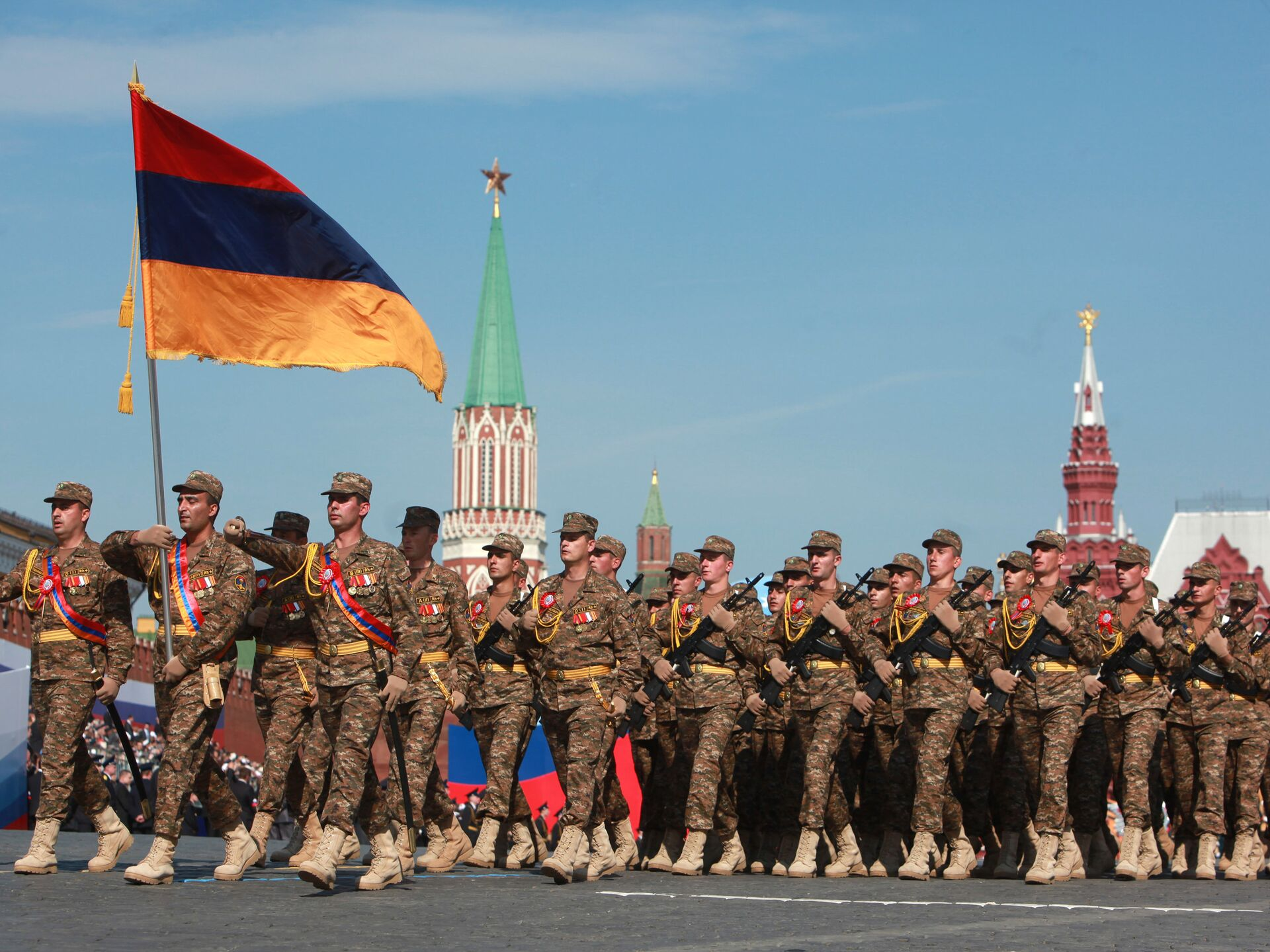
Contingent from the Armenian military
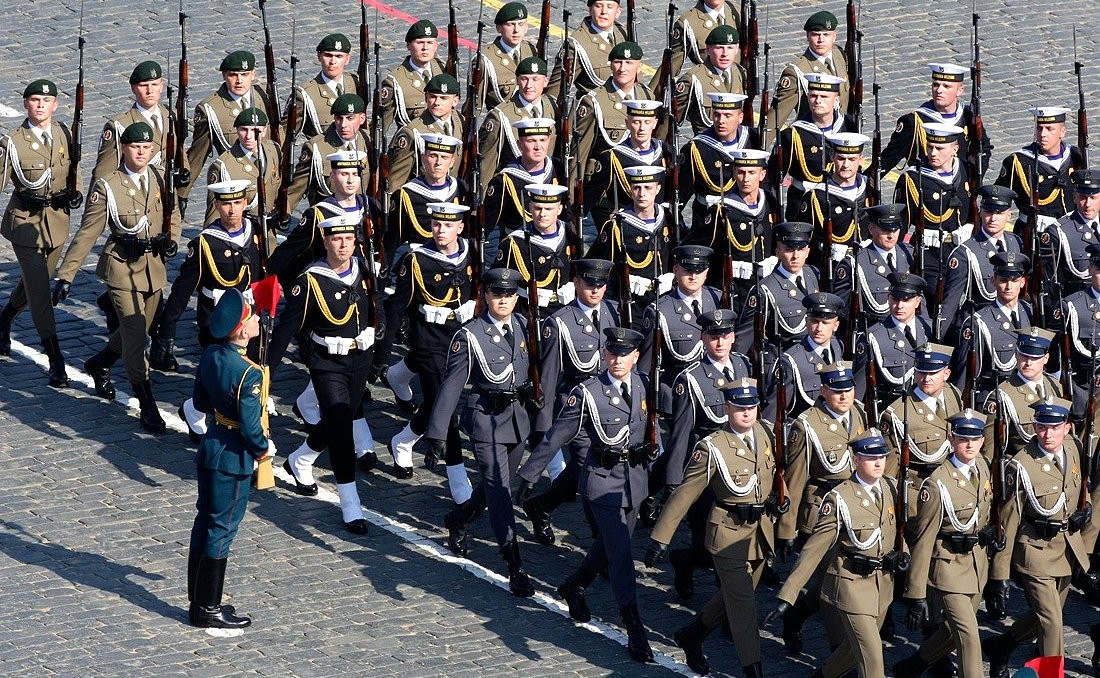
Contingent from the القوات المسلحة البولندية
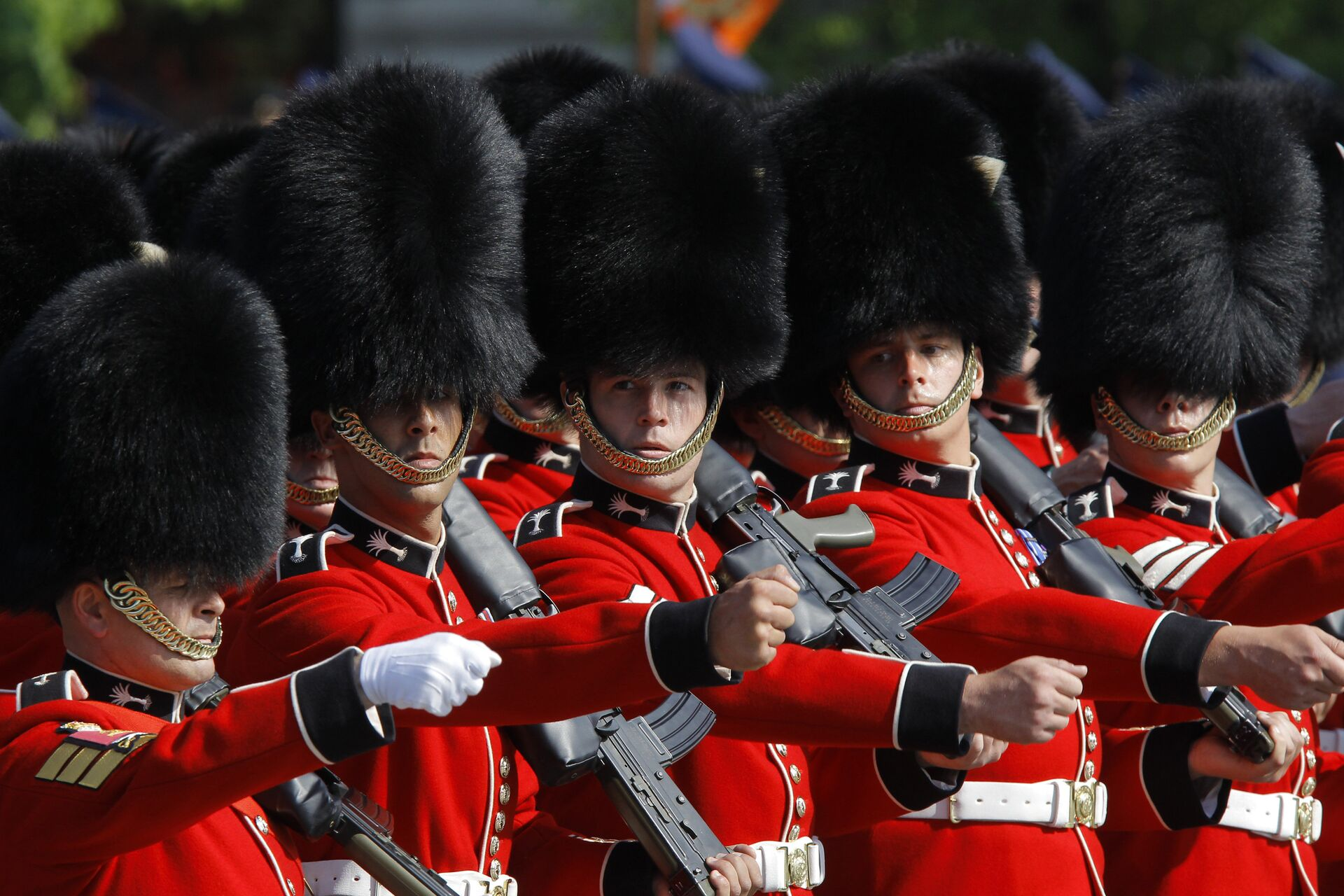
Welsh Guards from the القوات المسلحة البريطانية
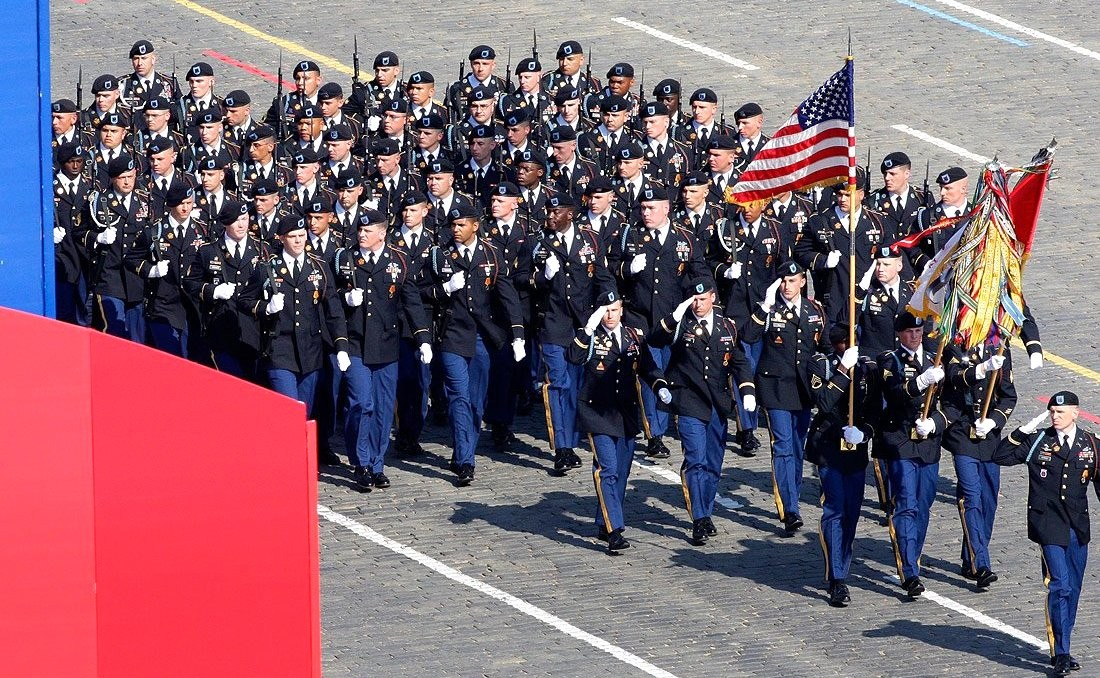
Contingent from the القوات البرية للولايات المتحدة's 18th Infantry Regiment  [لغات أخرى]‏
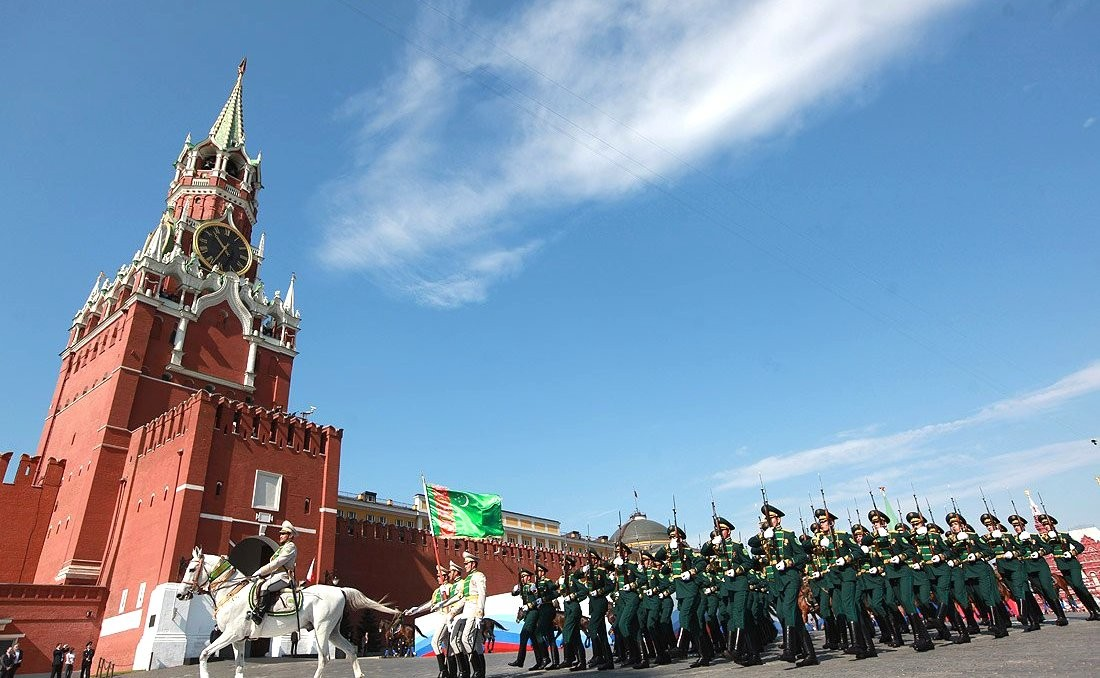
Contingent from the القوات المسلحة التركمانية
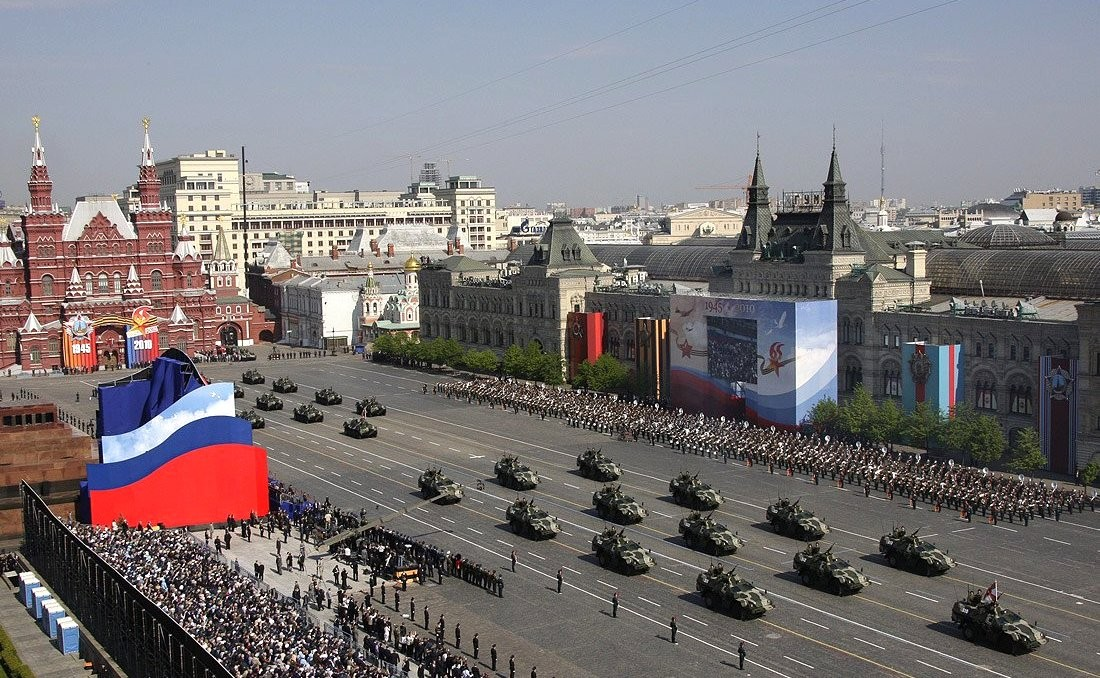
Military vehicles on the الميدان الأحمر
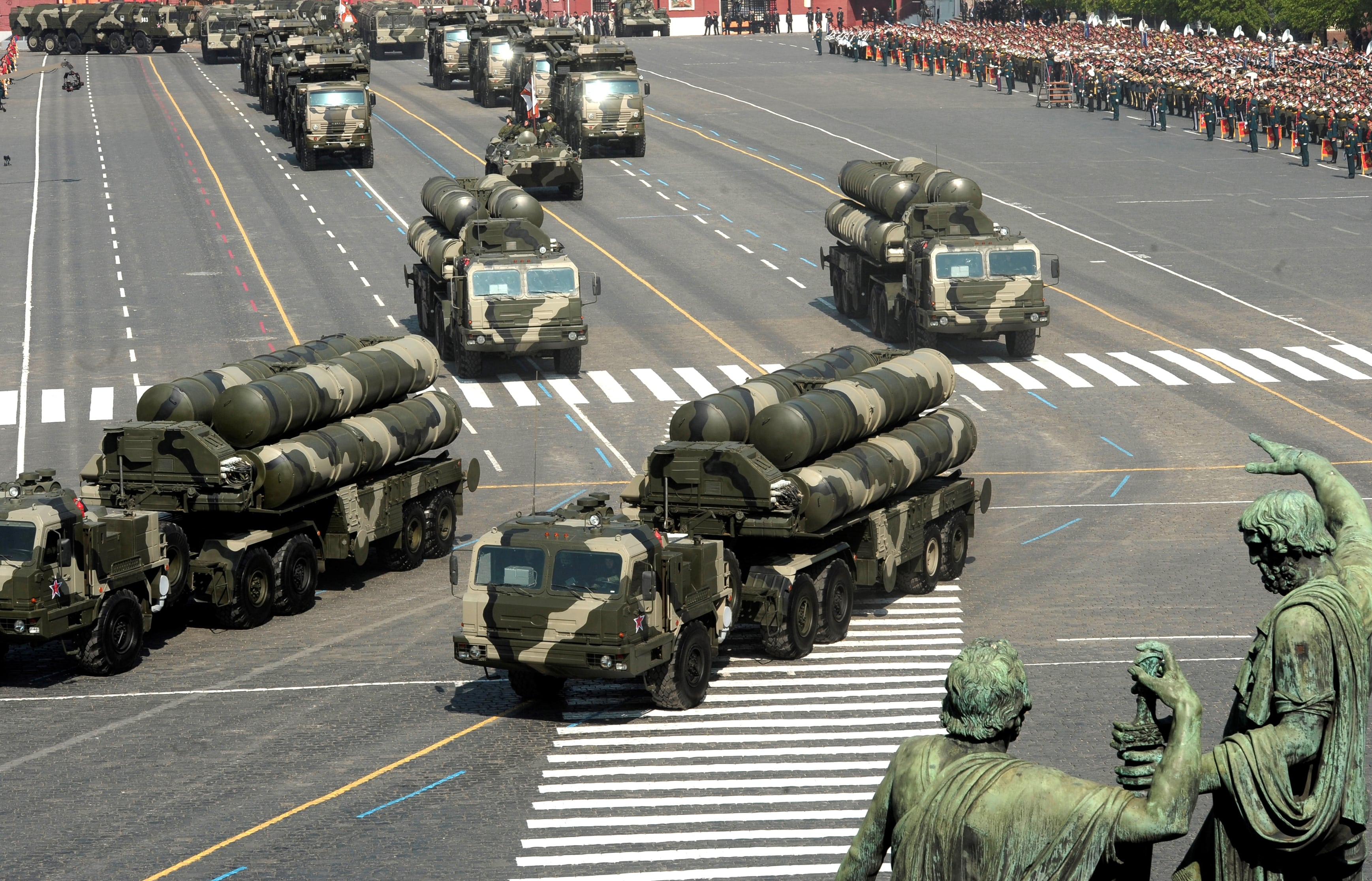
إس-400 تريومف on the parade
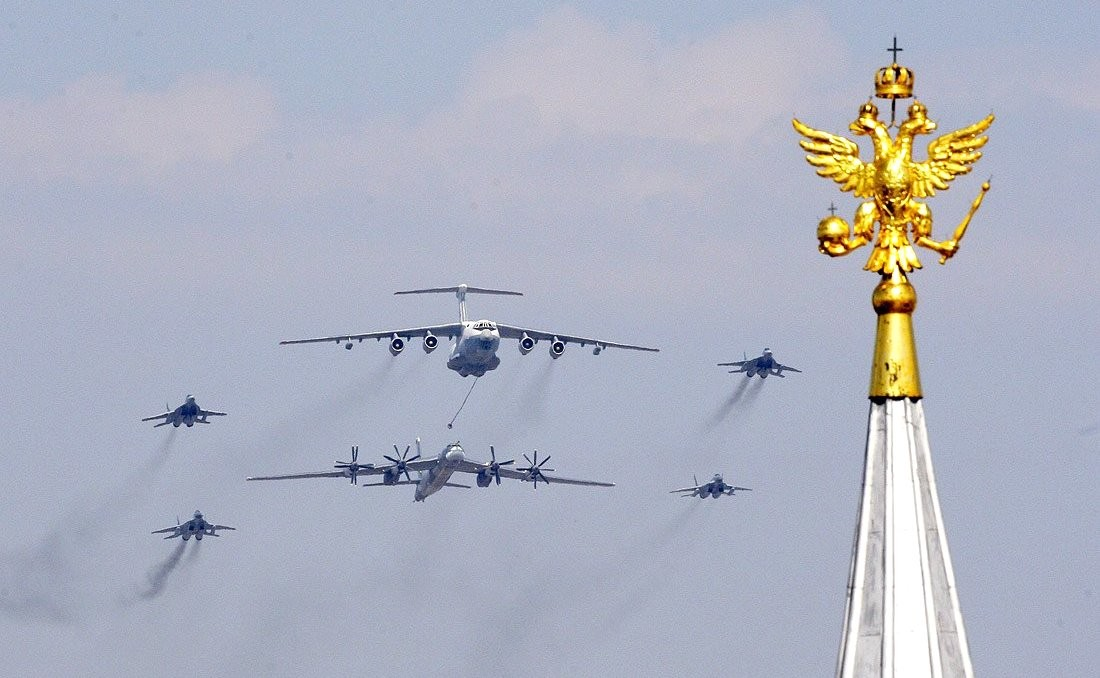
Aircraft from the القوات الجوية الروسية and the شعار روسيا
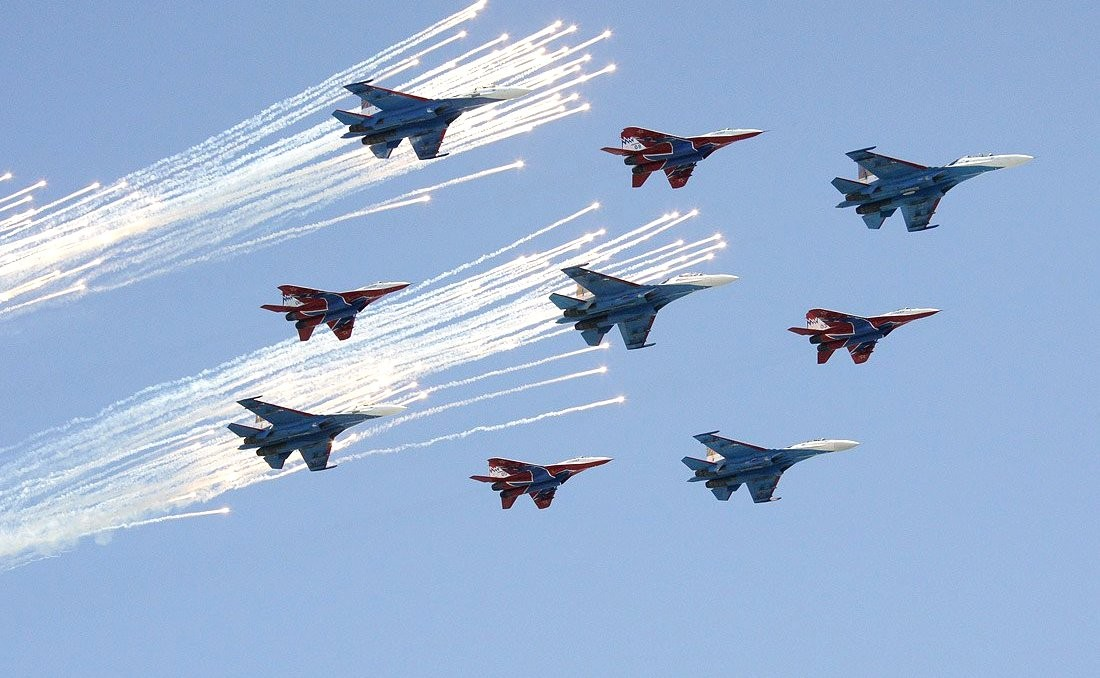
فرسان روسيا and Strizhi over the الميدان الأحمر
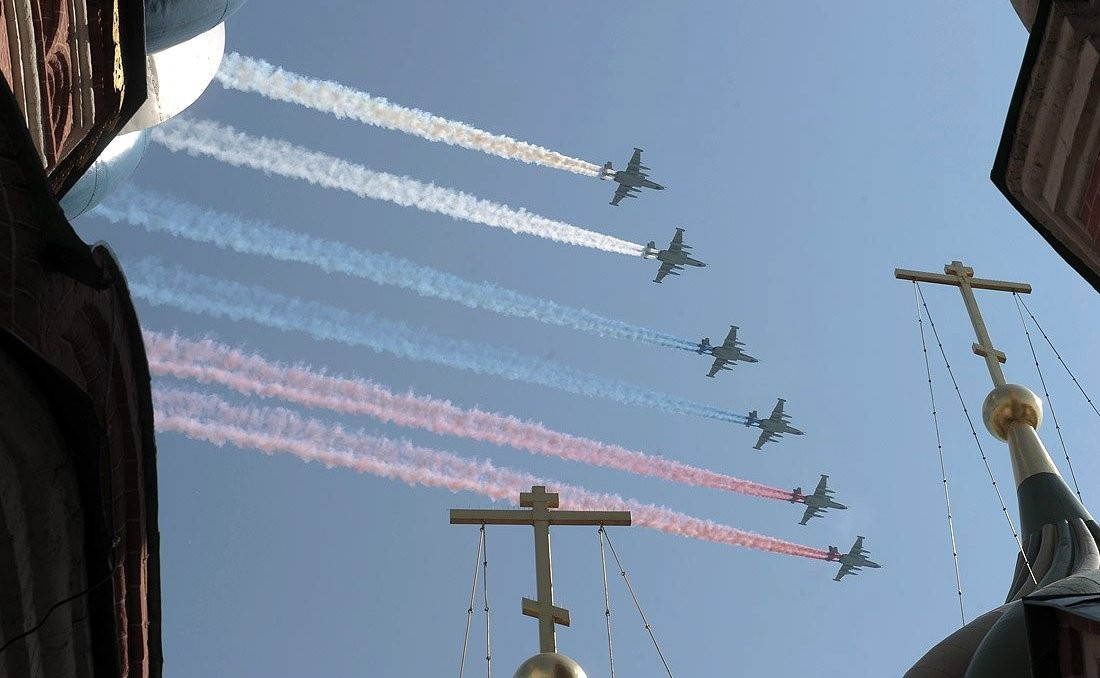
علم روسيا presented by Su-25s
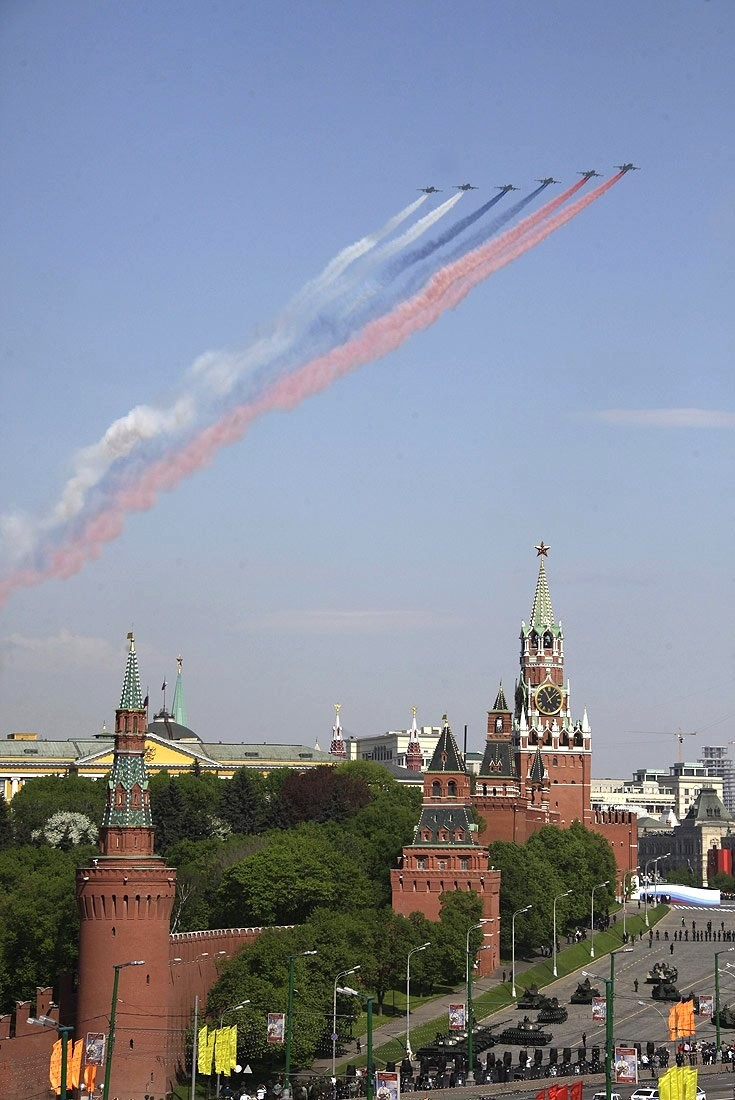
The sky over the كرملين
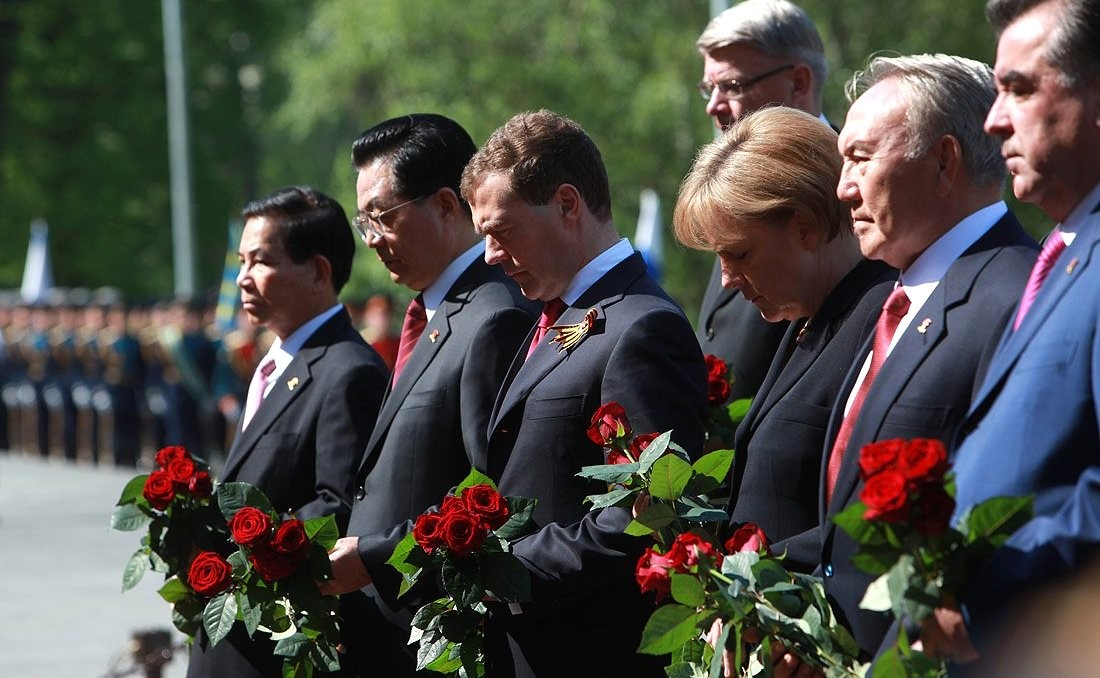
State leaders during the ceremony of laying wreaths to the Tomb of the Unknown Soldier  [لغات أخرى]‏
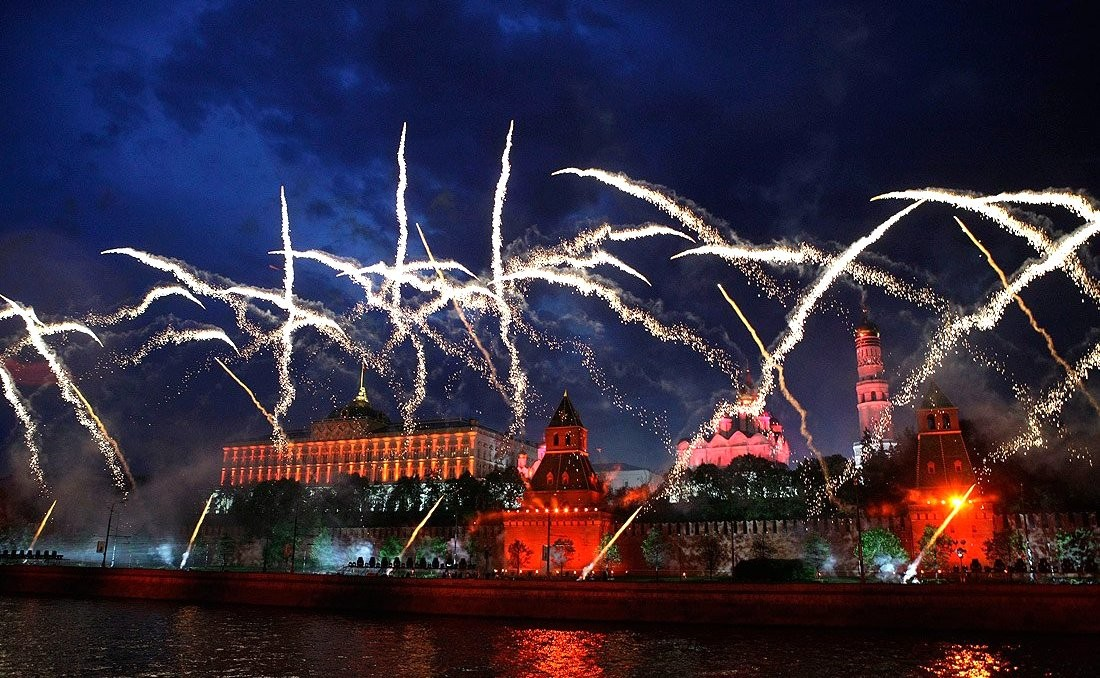
Fireworks at the كرملين on the night of 9 May